# Дом культуры имени 40-летия ВЛКСМ
Дом культуры имени 40-летия ВЛКСМ (ранее — Дом культуры строителей треста «Башнефтезаводстрой»; разг. — «Сорокалетка») — исторический дом культуры в Орджоникидзевском районе города Уфы, памятник архитектуры Черниковки. Ныне используется как коммерческое здание.

## Описание
В доме культуры действовали детские кружки, проводились культурные мероприятия, новогодние вечера, концерты приезжих артистов.

## История
Построен в 1955—1957 на месте клуба «Стахановец» трестом «Башнефтезаводстрой» по проекту архитектора В. Г. Кениг как Дом культуры строителей. В 1958 переименован к 40-летию ВЛКСМ. Открыт в 1959.
После закрытия, в здании находился ночной клуб, позже — офисы.